# Carline Bouw
Carline Bouw (Epe, 14 de dezembro de 1984) é uma remadora neerlandesa, medalhista olímpica.

## Carreira
Bouw competiu nos Jogos Olímpicos de 2012 e 2016. Em sua primeira aparição, em Londres, conquistou a medalha de bronze com a equipe dos Países Baixos no oito com. Quatro anos depois, no Rio de Janeiro, competiu no skiff quádruplo e obteve a medalha de prata.